# أحمد أبوزيد
أحمد أبو زيد هو دبلوماسي مصري بارز، يشغل حالياً منصب سفير جمهورية مصر العربية لدى كندا منذ عام 2021. عُرف سابقاً كمتحدث رسمي باسم وزارة الخارجية المصرية، حيث لعب دوراً إعلامياً ودبلوماسياً في تغطية الأحداث الإقليمية والدولية المتعلقة بمصر.

## السيرة المهنية
تخرج أحمد أبو زيد في كلية الاقتصاد والعلوم السياسية بجامعة القاهرة، والتحق بالسلك الدبلوماسي المصري عام 1991. عمل في عدة بعثات دبلوماسية مصرية بالخارج، منها سفارات مصر في واشنطن ولندن ونيويورك.
في عام 2015، تم تعيينه متحدثاً رسمياً باسم وزارة الخارجية المصرية، حيث كان صوت الوزارة في الإعلام المصري والدولي، وشارك في إدارة ملفات هامة مثل العلاقات المصرية الأمريكية، والأزمة الليبية، وقضايا سد النهضة.
في سبتمبر 2021، صدر قرار جمهوري بتعيينه سفيراً فوق العادة لمصر لدى كندا.

## المناصب التي شغلها
- سفير مصر لدى كندا (2021 - حتى الآن)
- المتحدث الرسمي باسم وزارة الخارجية المصرية (2015 - 2021)
- نائب مساعد وزير الخارجية لشؤون أمريكا الشمالية
- عضو بعثة مصر الدائمة لدى الأمم المتحدة في نيويورك
- عضو بعثة مصر في واشنطن ولندن

## نشاطه الإعلامي والدبلوماسي
اشتهر أحمد أبو زيد بظهوره الإعلامي المتكرر، وتقديمه توضيحات رسمية حول السياسة الخارجية المصرية، خاصة في أوقات الأزمات الإقليمية. كما شارك في العديد من المؤتمرات الدولية والاجتماعات الثنائية ومتعددة الأطراف ممثلاً لمصر.